# Museu de Kargul e Pawlak em Lubomierz

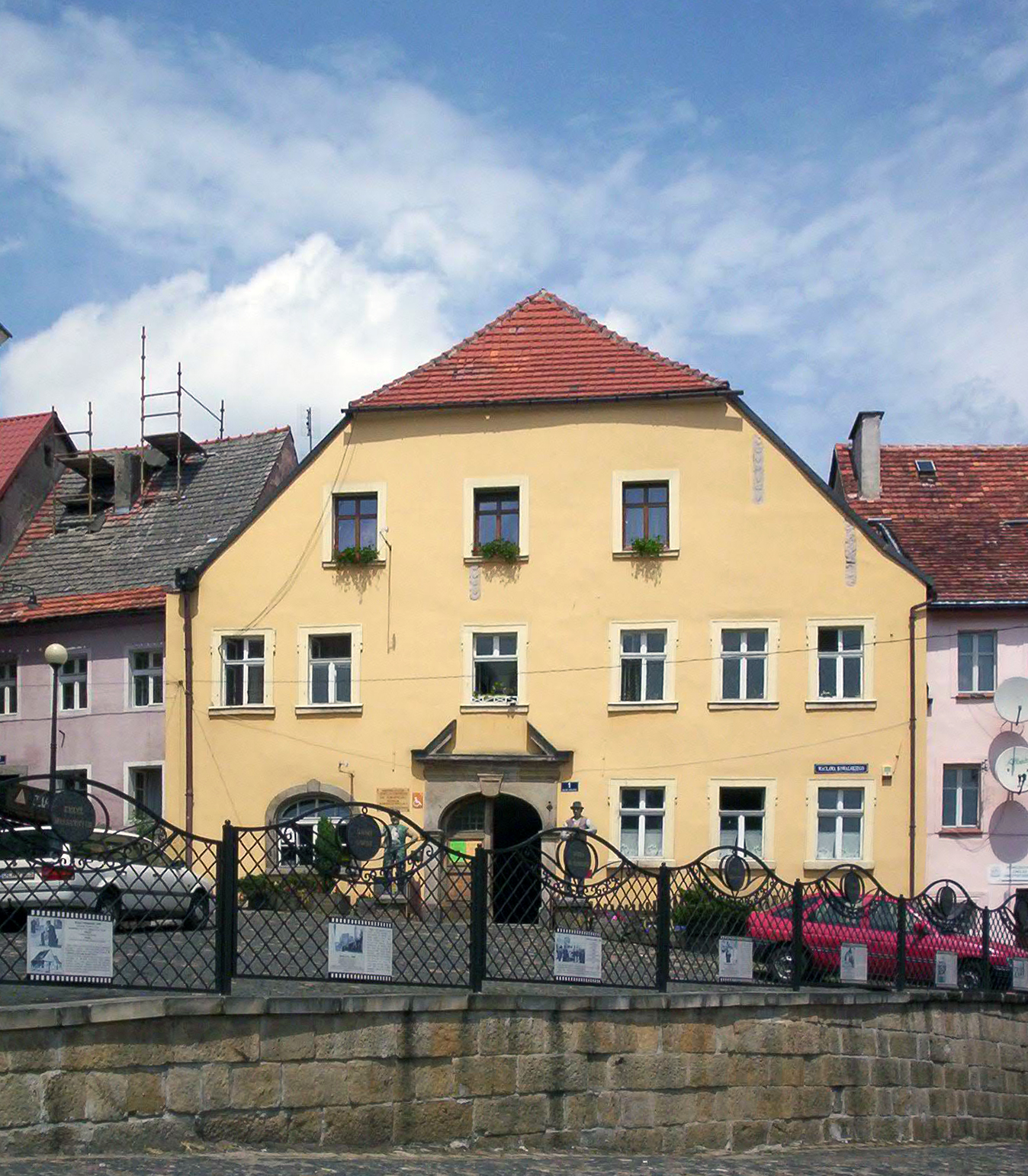
Museu de Kargul e Pawlak

Museu de Kargul e Pawlak em Lubomierz - um museu localizado em Lubomierz, na rua Wacława Kowalskiego 1. Museu está localizado na antigo edifício do século XVI chamado „Dom Płócienników”.

## Descrição
Em 1992, o primeiro número do jornal local, Sami Swoi, foi publicado em Lubomierz, e os editores começaram a coletar memorabilia relacionada à história do cinema da cidade. O museu foi criado em 1995 por iniciativa dos habitantes da cidade, com o apoio do então autarca.
O museu está localizado perto da Praça do Mercado Lubomierski (Plac Wolności), cujo cenário aparece várias vezes no filme Sami swoi. As salas do museu estão localizadas no piso térreo de um dos edifícios mais antigos da cidade - o chamado Dom Płócienników, do século XVI a sede da guilda Płócienników, cujo edifício possui ricos valores arquitetônicos, constituindo uma atração turística.

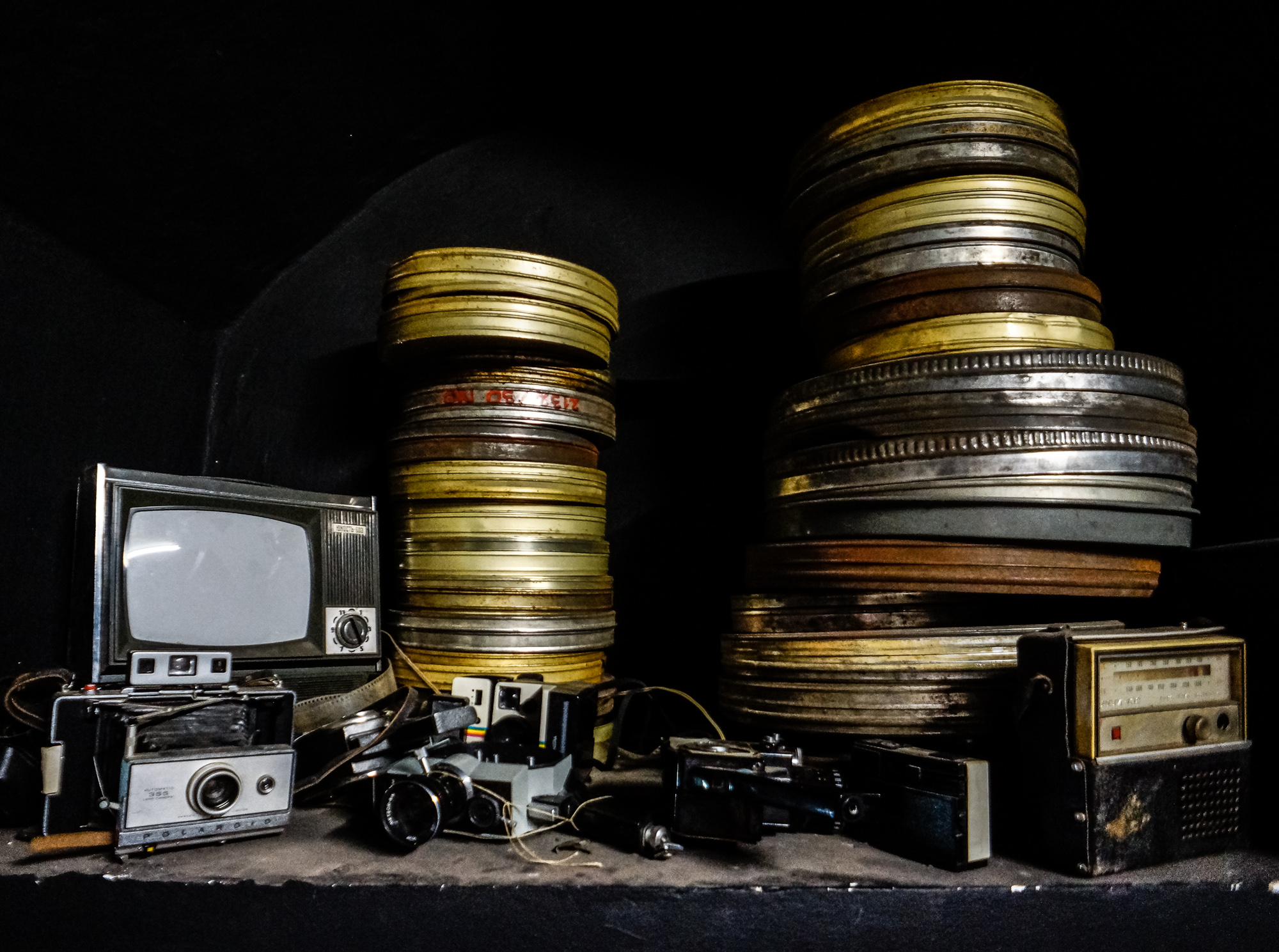
Exibições de filmes no museu

Em frente ao museu há uma pista de cinema, que formalmente não faz parte do museu, mas é uma extensão da exposição do museu. Além do mais, há placas comemorativas dedicadas às pessoas do filme relacionadas não apenas ao filme Sami swoi, mas também a outras produções cinematográficas realizadas em Lubomierz. Em frente à entrada do museu, há duas figuras dos personagens principais: Władysław Kargul e Kazimierz Pawlak, além de uma placa de sinalização com direções e distâncias de cidades importantes do mundo, incluindo Hollywood.

## Coleção do museu
O Museu Kargul e Pawlak guarda várias recordações relacionadas com a comédia de Sylwester Chęciński, principalmente os adereços usados nas filmagens. Entre os adereços existem, entre outros um rifle de onde a fechadura dispara, uma granada para roupas festivas e um fragmento de cerca onde os heróis discutiam. Outras exibições exclusivas incluem: o contrato com o substituto de Władysław Hańcza - Józef Jakubowski e a primeira cópia do filme Sami swoi, do qual o filme foi exibido durante a estreia em 1967.